# Sciara hawaiiensis
Sciara hawaiiensis là một ruồi trong họ Sciaridae, thuộc chi Sciara.